# Ньювудвилл
Ньювудвилл (англ. Nieuwoudtville) — город в регионе Намакваленд Северо-Капской провинции ЮАР. Основан в 1897 году. Относится к муниципалитету Намаква, расположен на склоне Капских гор. В 2011 году население города составляло 2093 человека.

## Описание
Ньювудвилл находится в экорегионе Суккулентное Кару, где зимой выпадает менее 200 мм осадков, а лето ещё более засушливое. Однако местность вокруг города представляет собой оазис, поскольку река Доринг берёт своё начало неподалеку на склонах гор.
Ньювудвилль — популярное туристическое место в Южной Африке, особенно в сезон цветения диких цветов, благодаря своему уникальному расположению в Кару. Равнина Кару известна как Боккевелд и имеет репутацию мировой столицы луковичных растений. Весной на территории вокруг города цветут многочисленные луковичные растения, которые очень зависимы от дождя. В городе есть питомник луковичных растений, где можно приобрести луковицы для посадки у себя дома.
Помимо сезона цветения луковичных растений, в Ньювудвилле есть множество достопримечательностей, таких как водопад недалеко от города, лес колчанных деревьев, местные руины из песчаника, ледниковая мостовая, природный заповедник Оорлогсклооф, национальный ботанический сад Хантам и множество других развлечений, включая наблюдение за птицами, пешие походы и наблюдение за звёздами.

## Достопримечательности
- Заповедник Орлогсклоф расположен в 10 км к югу от города. Здесь имеются пешеходные маршруты, общая длина которых составляет 150 км.
- Национальный ботанический сад Хантам, к югу от города.
- Водопад Ньювудвилл — 100-метровый водопад на реке Доринг расположен в 6 км к северу от города.
- Заповедник диких цветов Ньювудвилл. Этот природный заповедник площадью 115 га, созданный в 1974 году, расположен в 3 км от города по дороге в Калвинию. Здесь встречается около 200 родов растений, насчитывающих более 300 видов, 40 % из которых — луковичные растения. Здесь представлен эндемик Bulbinella latifolia var. doleritica. В пик цветения здесь насчитывается 500 тысяч цветущих растений.
- Наскальные рисунки койсанской культуры.

Достопримечательности Ньювудвилла
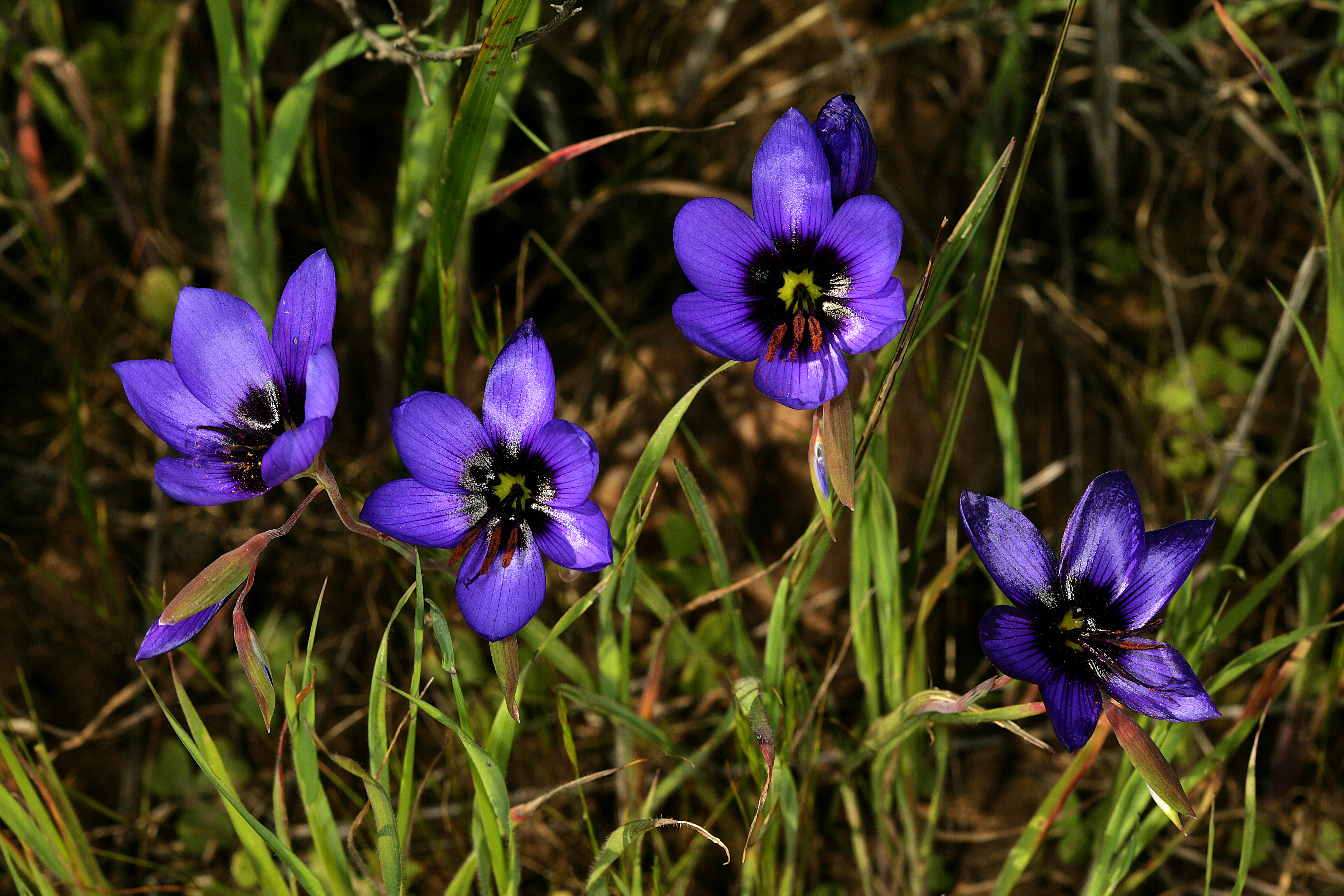
Geissorhiza splendidissima эндемик Ньювудвилла
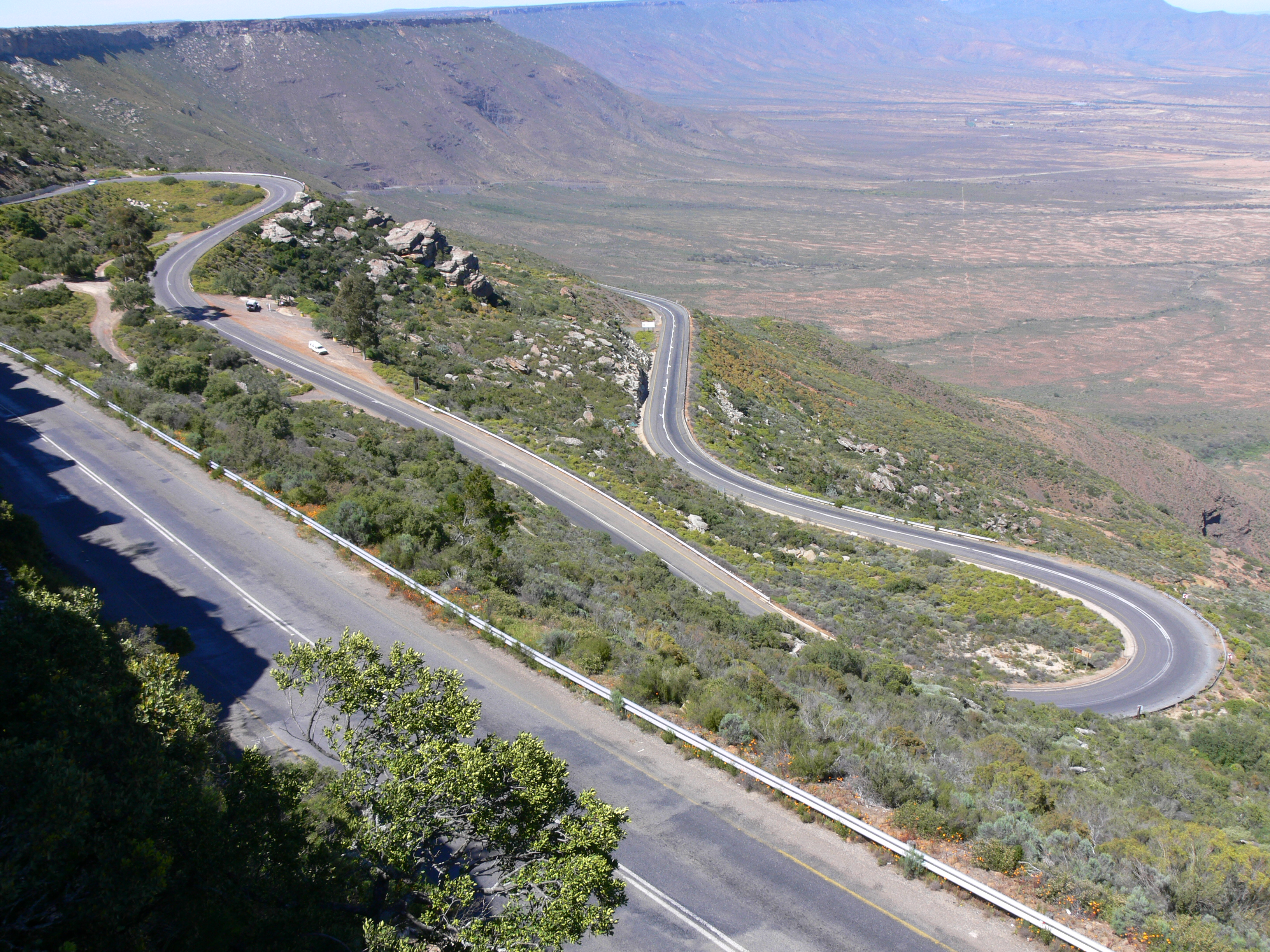
Перевал Ванринс
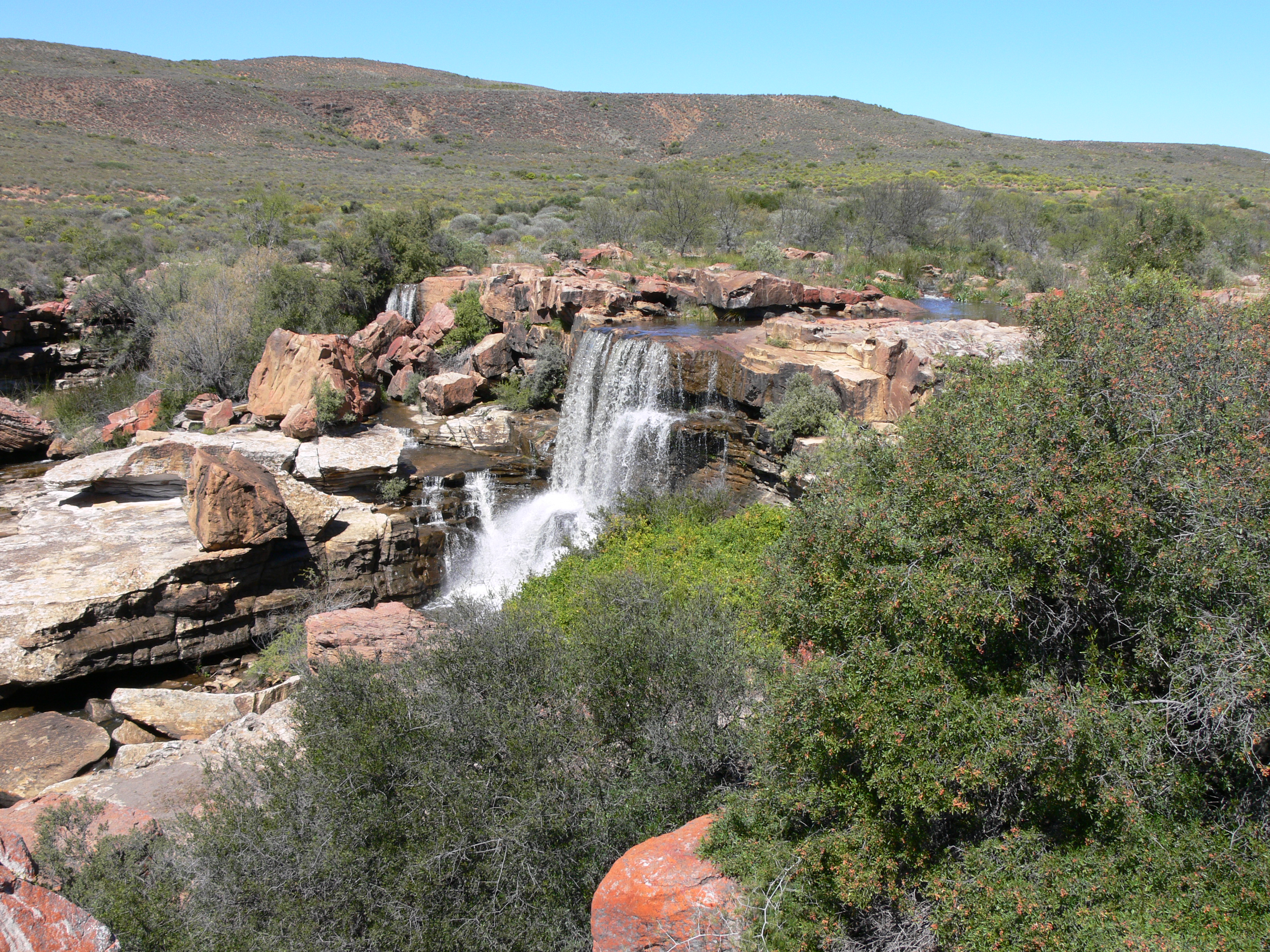
Водопад Ньювудвилл
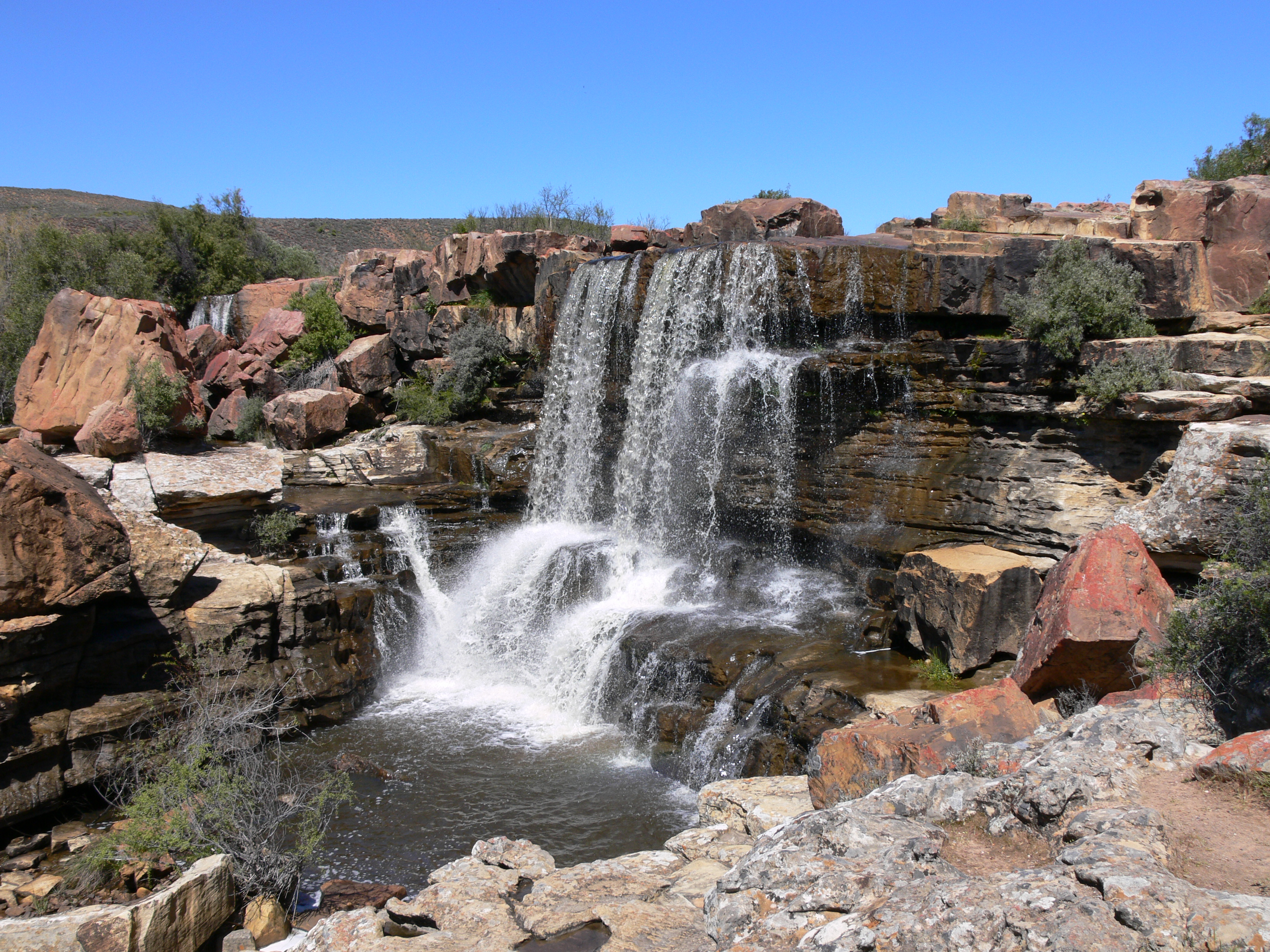
Водопад Ньювудвилл
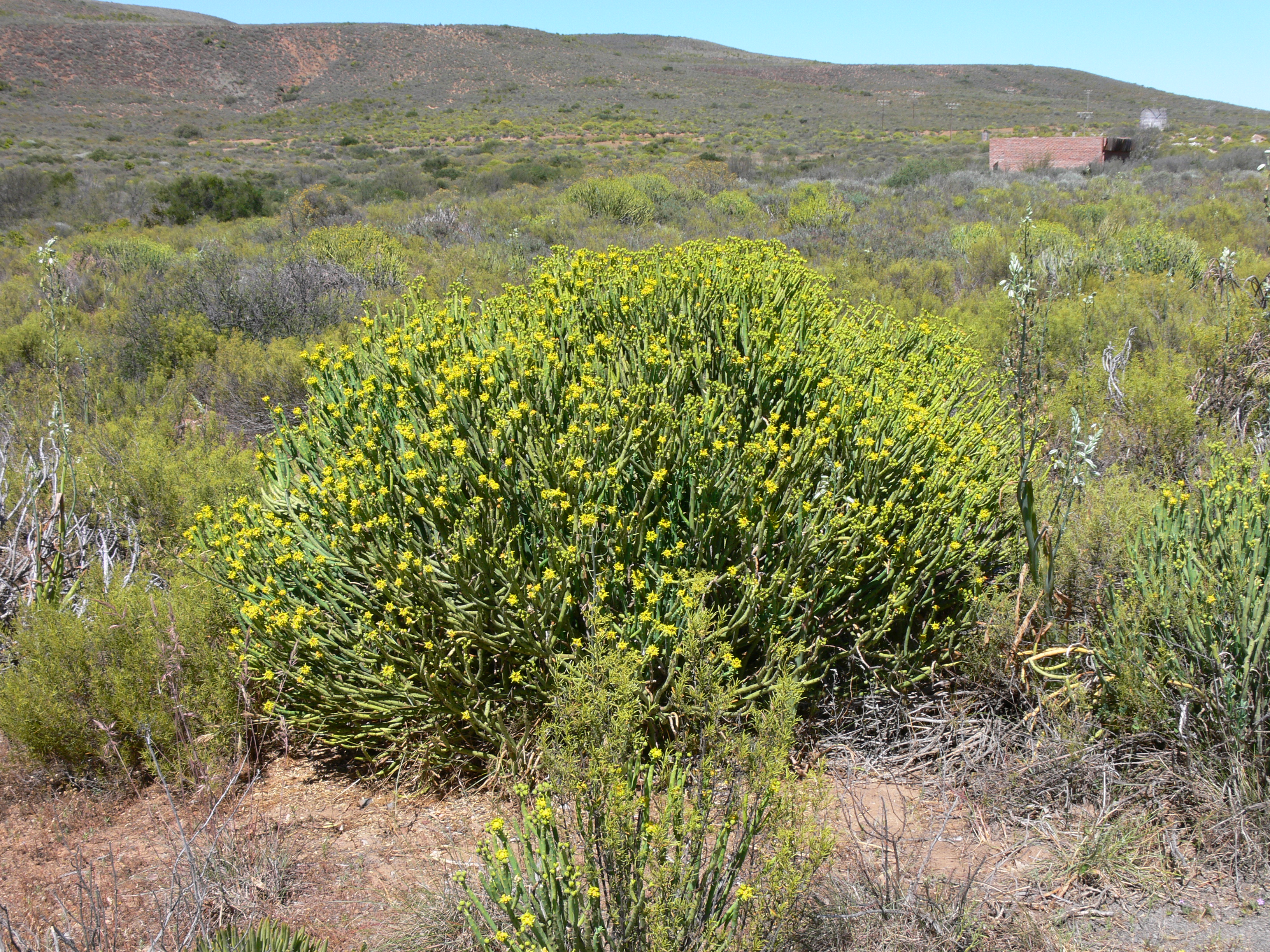
Euphorbia mauritanica у водопада Ньювудвилл